# Ngày Độc lập của Cộng hòa Moldova
Ngày Độc lập (tiếng Romania: Ziua Independenței) là ngày quốc khánh của Moldova để kỷ niệm việc thông qua Tuyên ngôn Độc lập khỏi Liên Xô vào ngày 27 tháng 8 năm 1991.

## Nguồn gốc

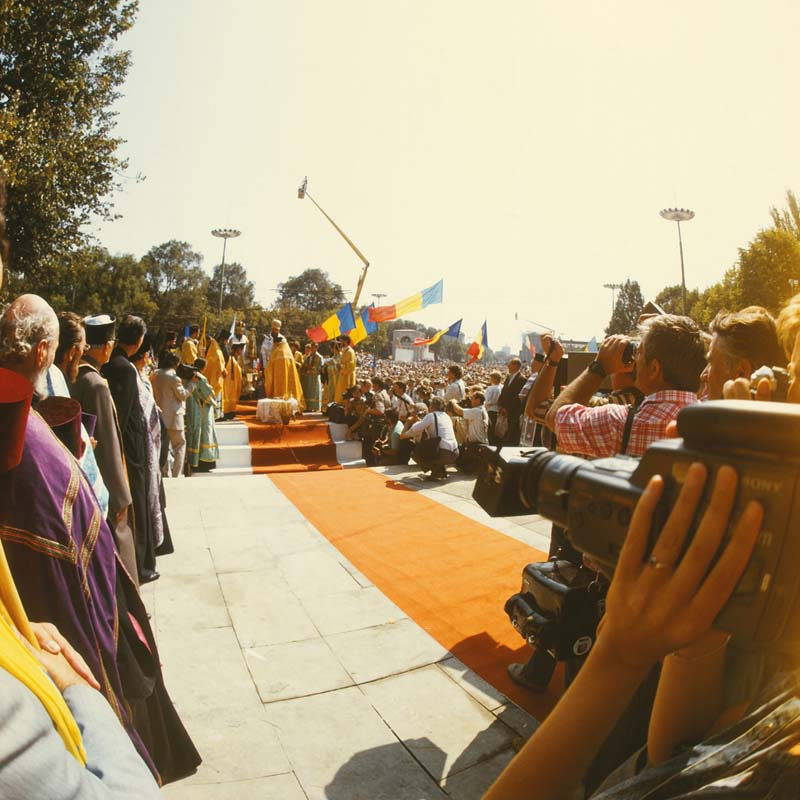
Ngày Độc Lập năm 1989

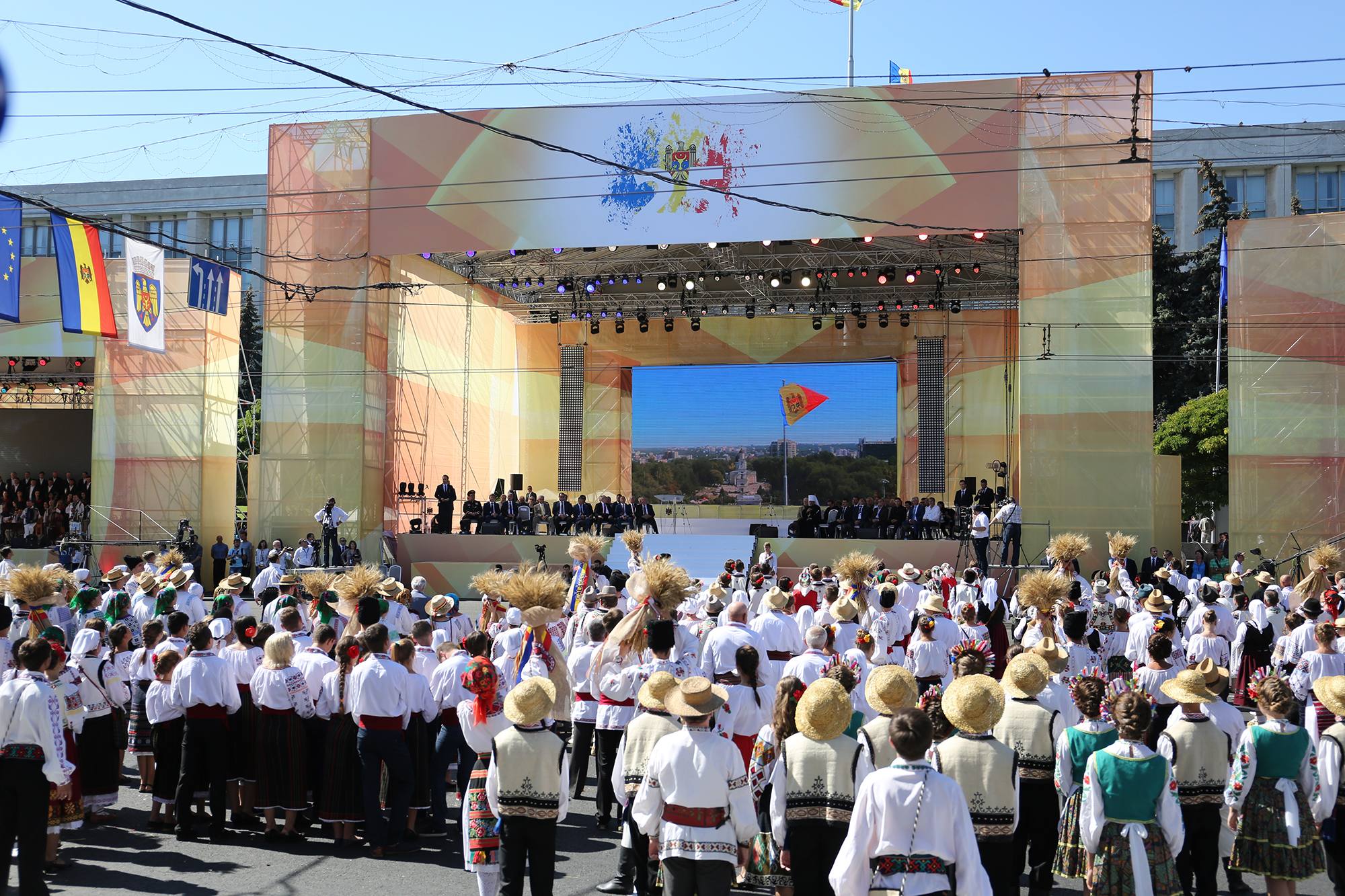
Ngày Độc Lập năm 2016